# Guamúchil
Guamúchil – miasto w południowej części meksykańskiego stanu Sinaloa, położone w odległości około 40 kilometrów od wybrzeża Pacyfiku nad Zatoką Kalifornijską, około 200 km na północny zachód od stolicy stanu Culiacán Rosales. Guamúchil leży u stóp sztucznego zbiornika wodnego Eustaquio Buelna na przedgórzu Sierra Madre Occidental. W 2005 roku liczyło 61 862 mieszkańców. Miasto jest siedzibą władz gminy Salvador Alvarado, jednej z 18 gmin w stanie Sinaloa.